# Bayfield (Colorado)
Pour les articles homonymes, voir Bayfield.
Bayfield est une ville américaine située dans le comté de La Plata dans le Colorado.
Selon le recensement de 2010, Bayfield compte 2 333 habitants. La municipalité s'étend sur 1,44 milles carrés (3,73 km2).
D'abord appelée Los Pinos (« les pins » en espagnol), la ville est renommée en l'honneur de son fondateur W. A. Bay.

## Démographie
| 1910 | 1920 | 1930 | 1940 | 1950 | 1960 |
| ---- | ---- | ---- | ---- | ---- | ---- |
| 227  | 267  | 277  | 372  | 335  | 32   |

| 1970 | 1980 | 1990  | 2000  | 2010  | - |
| ---- | ---- | ----- | ----- | ----- | - |
| 320  | 724  | 1 090 | 1 549 | 2 333 | - |